# Giải bóng đá hạng nhì quốc gia Cộng hòa Síp 1978–79
Giải bóng đá hạng nhì quốc gia Cộng hòa Síp 1978–79 là mùa giải thứ 24 của bóng đá hạng nhì Cộng hòa Síp.  Keravnos Strovolou FC giành danh hiệu đầu tiên.

## Thể thức thi đấu
Có 14 đội tham gia Giải bóng đá hạng nhì quốc gia Cộng hòa Síp 1978–79. Tất cả các đội đều thi đấu 2 trận, một trân sân nhà và một trận sân khách. Đội nhiều điểm nhất sẽ lên ngôi vô địch. Đội đầu bảng thăng hạng Giải bóng đá hạng nhất quốc gia Cộng hòa Síp 1979–80. Hai đội cuối bảng xuống hạng Giải bóng đá hạng ba quốc gia Cộng hòa Síp 1979–80.

### Hệ thống điểm
Các đội bóng nhận được 2 điểm cho một trận thắng, 1 điểm cho một trận hòa và 0 điểm cho một trận thua.

## Thay đổi so với mùa giải trước
Các đội thăng hạng Giải bóng đá hạng nhất quốc gia Cộng hòa Síp 1978–79
- Omonia Aradippou

Các đội xuống hạng từ Giải bóng đá hạng nhất quốc gia Cộng hòa Síp 1977–78
- Chalkanoras Idaliou

Các đội thăng hạng từ Giải bóng đá hạng ba quốc gia Cộng hòa Síp 1977–78
- Adonis Idaliou

Các đội xuống hạng Giải bóng đá hạng ba quốc gia Cộng hòa Síp 1978–79
- Orfeas Nicosia

## Bảng xếp hạng
| Vị thứ | Đội                   | St. | T. | H. | B. | BT. | BB. | BT. | Đ. | Ghi chú                                                                  |
| ------ | --------------------- | --- | -- | -- | -- | --- | --- | --- | -- | ------------------------------------------------------------------------ |
| 1      | Keravnos Strovolou FC | 26  |    |    |    | 63  | 18  | +45 | 42 | Vô địch-thăng hạng Giải bóng đá hạng nhất quốc gia Cộng hòa Síp 1979–80. |
| 2      | Chalkanoras Idaliou   | 26  |    |    |    | 62  | 17  | +45 | 40 |                                                                          |
| 3      | Adonis Idaliou        | 26  |    |    |    | 40  | 21  | +19 | 37 |                                                                          |
| 4      | Ethnikos Achna FC     | 26  |    |    |    | 59  | 27  | +32 | 34 |                                                                          |
| 5      | Ermis Aradippou FC    | 26  |    |    |    | 47  | 37  | +10 | 28 |                                                                          |
| 6      | Akritas Chlorakas     | 26  |    |    |    | 40  | 39  | +1  | 27 |                                                                          |
| 7      | Othellos Athienou FC  | 26  |    |    |    | 37  | 40  | -3  | 25 |                                                                          |
| 8      | AEM Morphou           | 26  |    |    |    | 40  | 53  | -13 | 25 |                                                                          |
| 9      | PAEEK FC              | 26  |    |    |    | 38  | 42  | -4  | 21 |                                                                          |
| 10     | Neos Aionas Trikomou  | 26  |    |    |    | 25  | 38  | -13 | 21 |                                                                          |
| 11     | Ethnikos Assia FC     | 26  |    |    |    | 21  | 34  | -13 | 20 |                                                                          |
| 12     | ASIL Lysi             | 26  |    |    |    | 34  | 52  | -18 | 18 |                                                                          |
| 13     | Iraklis Gerolakkou    | 26  |    |    |    | 20  | 59  | -39 | 13 | Xuống hạng Giải bóng đá hạng ba quốc gia Cộng hòa Síp 1979–80.           |
| 14     | Parthenon Zodeia      | 26  |    |    |    | 24  | 74  | -50 | 13 | Xuống hạng Giải bóng đá hạng ba quốc gia Cộng hòa Síp 1979–80.           |

Hệ thống điểm: Thắng=2 điểm, Hòa=1 điểm, Thua=0 điểm
Quy tắc xếp hạng: 1) Điểm, 2) Hiệu số, 3) Bàn thắng